# Stjepan Hauser
Stjepan Hauser (* 15. června 1986 Pula) je chorvatský violoncellista.

## Život
Hauser začal své hudební vzdělání ve svém rodném městě Pule. Jeho rodinu tvoří hudebníci. Má sestru, která je novinářka. Studoval a absolvoval v Rijece. Univerzitní studia dokončil u Natalie Pavlutské v Londýně, poté pokračoval v postgraduálním studiu u Ralpha Kirshbauma v Manchesteru a nakonec se usadil ve Spojených státech, kde byl vyučován americkým violoncellistou Bernardem Greenhousem. Během studií v Londýně se stal stálým členem Greenwich Trio, jako violoncellista spolu s klavíristkou Yoko Misumi a houslistkou Lanou Trotovsek.
Již ve svých dvaceti letech Hauser vystupoval v největších divadlech v Evropě jako sólista i s mnoha nejvýznamnějšími orchestry v Evropě i v zahraničí, hrál v zemích jako Asie, Jižní Afrika, Nový Zéland a Spojené státy. Jeho debuty se konaly v prestižních koncertních sálech, jako je Wigmore Hall v Londýně, Royal Albert Hall (v Londýně), Concertgebouw v Amsterdamu a v South Bank Centre.
Za své umění ve Velké Británii navzdory svému mládí obdržel řadu prestižních mezinárodních ocenění a dostalo se mu cti vystupovat pro prince z Walesu Charlese jak v Buckinghamském paláci, tak v paláci svatého Jakuba. Hauser měl to štěstí, že byl jedním z posledních violoncellových virtuosů, které slyšel Rostropovič před svou smrtí v dubnu 2007. Rostropovič si ho vybral v roce 2006 na galakoncert v Palazzo Vecchio ve Florencii.
Hauser koncertoval s nejoceňovanějšími umělci klasické scény, jako jsou Rostropovič, Bernard Greenhouse, Heinrich Schiff, Arto Noras, Frans Helmerson, Philippe Muller, Stephen Kovacevich, Mennahem Pressler a Ivry Gitlis.
V roce 2011 založil se svým přítelem Lukou Šulićem violoncellové duo 2Cellos, se kterým aranžuje a interpretuje skladby soudobé hudby z repertoáru Michaela Jacksona, Guns N 'Roses, Muse a U2. S dvojicí vystupoval též bubeník Dusan Kranjc.
V lednu 2011 dvojice hudebníků zveřejnila video na YouTube, ve kterém hráli Smooth Criminal od Michaela Jacksona. Jejich umění uchvátilo Sira Eltona Johna, který je oba pozval, aby se připojili k jeho kapele světovém turné v roce 2011. Společně se Šulićem natočil album, na kterém jsou písně jako Welcome to the Jungle (Guns N' Roses), k níž byl natočen i videoklip, a samozřejmě Smooth Criminal. Album s názvem 2Cellos bylo vydáno 14. června 2011 pod značkou Sony Music.
Stjepan Hauser v roce 2019 vystupoval s houslistkou Caroline Campbell
V roce 2022 a 27.10.2023 vystupoval v O2 Aréně v Praze.